# Motorola (militar)
Arseni Serguéyevich Pávlov (en ruso: Арсе́н Серге́евич Па́влов; Ujtá, RSFS de Rusia, URSS, 2 de febrero de 1983 - Donetsk, Ucrania, 16 de octubre de 2016), más conocido como Motorola, fue el comandante del prorruso Batallón Sparta y uno de los máximos líderes de la milicia de la República Popular de Donetsk.

## Biografía
Nació en la República de Komi (Rusia). Vivió muchos años en Rostov del Don (Rusia) y sirvió en el ejército ruso durante la segunda guerra chechena antes de establecerse en Járkov (Ucrania). En marzo de 2014, tras la caída del presidente ucraniano Víktor Yanukóvich y el posterior establecimiento de un Gobierno proeuropeo, Pávlov participó en las protestas a favor de una intervención de Rusia. Con el nombre de guerra Motorola, se convirtió en líder del Sparta, uno de los batallones de la milicia secesionista prorrusa que surgió para luchar contra el nuevo Gobierno y lograr la secesión del este de Ucrania. Intervino en la fallida defensa de Sloviansk (abril-julio de 2014) y más tarde, junto con el teniente coronel Givi (comandante del Batallón Somalia) y el mayor Alexander Jodakovsky (comandante del Batallón Vostok), consiguió decisivas victorias en Ilovaisk (agosto-septiembre de 2014) y en la segunda batalla del Aeropuerto de Donetsk (septiembre de 2014-enero de 2015).

## Crímenes de guerra
En abril de 2015 el Kyiv Post publicó una grabación en la que Pávlov declaró haber matado a quince prisioneros de guerra ucranianos. De acuerdo con Amnistía Internacional, fue una «confesión escalofriante» que no hace más que demostrar la necesidad urgente de una investigación independiente sobre los supuestos abusos cometidos.
Junto con su batallón, ha sido acusado de haber torturado y dado muerte a varios soldados, siendo Ihor Branovytsky uno de ellos el 21 de enero de 2015 con dos disparos a la cabeza.

## Fallecimiento
El 16 de octubre de 2016 sufrió un atentado tras detonarse un artefacto explosivo improvisado instalado en el ascensor de su apartamento en Donetsk, Ucrania. Dicho explosivo fue activado a distancia por un supuesto agente de inteligencia ucraniano. Aleksandr Zajárchenko, el Jefe de Estado de la autoproclamada República Popular de Donetsk condenó el ataque y lo definió como una «violación del alto el fuego» y «declaración de guerra por parte de Ucrania».